# Lokalise
Lokalise este o companie ce produce un sistem de gestionare a localizării și traducerii bazat pe cloud. Compania a fost fondată în Riga și funcționează exclusiv prin telemunca. Are peste 300 de angajați din peste 25 de țări.

## Istoric
Lokalise a fost fondată în 2017 de Nick Ustinov și Petr Antropov. În 2020, compania a atras prima finanțare, ajungând la 6 milioane de dolari într-o rundă de investiție serie A după ce au făcut bootstrapping în primii 3 ani de la înființare.
Fondatorii au decis să strângă capital extern pentru a accelera creșterea companiei. După ce a strâns una dintre cele mai mari investiții inițiale pentru un startup fondat în Letonia, Lokalise a recurs la telemunca pentru toți angajații.
Din 2020, Nick Ustinov este membru al Forbes Technology Council.
În 2020, compania a fost numită una dintre primele 100 de companii europene în cloud, evaluate la un miliard de dolari de către Accel.
În 2021, Sifted a inclus Lokalise în lista VC a celor 21 de start-upuri europene SaaS de urmărit în 2021. Lista a fost compilată de Bill Leaver de la Sifted după consultarea cu lideri din industrie precum Evgenia Plotnikova, Ben Blume, Itxaso del Palacio, Carlos Gonzalez-Cadenas și Dhruv Jain.

## Produs
Software-ul a fost conceput în principal „pentru echipe bazate pe tehnologie care gestionează aplicații iOS, Android, web, jocuri, conținut IoT sau digital și software în general”. Este recunoscut pentru „editorul colaborativ bazat pe web, proiectele multiplataforme și cheile de localizare, potrivirea automată a capturilor de ecran, numeroasele opțiuni de integrare și pluginuri”, precum și caracteristicile sale de economisire a timpului.
Utilizatorii uzuali sunt dezvoltatori, manageri de produse, proiecte și localizare, designeri, specialiști în marketing, traducători și manageri de conținut.
Lokalise este utilizat de peste 2.000 de clienți din 80 de țări. Printre clienți se afla companii precum Amazon, Gojek, Depositphotos, Revolut, Yelp, Virgin Mobile, și Notion.